# LSV Prag-Gbell
Der Luftwaffen Sportverein Prag-Gbell war ein kurzlebiger Sportverein im Deutschen Reich aus der ehemaligen Gemeinde Gbell, welche heute ein Verwaltungsbezirk der tschechischen Hauptstadt Prag ist.

## Geschichte
| Liga und Saison                               | Platz | Tore  | Punkte |
| --------------------------------------------- | ----- | ----- | ------ |
| Gauliga Sudetenland 1942/43 (Staffel Mitte)   | 3     | 32:23 | 8:6    |
| Gauliga Böhmen-Mähren 1943/44 (Gruppe Böhmen) | 1     | 28:4  | 12:2   |

Zur Saison 1942/43 stieg der LSV aus der Bezirksliga in die Gauliga Sudetenland auf. In die Staffel Mitte eingruppiert konnte die Mannschaft in ihrer ersten Saison den dritten Platz erreichen. Durch die Auflösung der Gauliga Sudetenland nach dieser Saison, wanderte die Mannschaft zur nächsten Saison in die Gauliga Böhmen-Mähren. Dort wurde die Mannschaft in die Gruppe Böhmen eingeteilt. Am Ende der Saison landete der LSV mit 12:2 Punkten auf dem ersten Platz der Tabelle und trat nun in einem Qualifikationsspiel, dessen Gewinn zur Teilnahme an der Endrunde zur deutschen Meisterschaft berechtigte, gegen den MSV Brünn an. Das Hinspiel am 12. März 1944 zuhause wurde dabei mit 0:2 verloren. Das Rückspiel am 19. März ging dann ebenfalls mit 4:1 verloren. Das einzige Tor für den LSV konnte vom Spieler Ullrich erzielt werden.
Zur Saison 1944/45 wurden die Vereine in nun drei Gruppen eingeteilt, der LSV blieb dabei in der Gruppe Böhmen. Durch das Voranschreiten des Zweiten Weltkriegs konnte aber kein Spielbetrieb mehr aufgenommen werden. Nach Kriegsende wurde Böhmen wieder Teil der Tschechoslowakei. Der Verein wurde aufgelöst.